# نادي بلدية الناصرية
نادي بلدية الناصرية الرياضي هو فريق كرة قدم عراقي مقره في مدينة الناصرية، ذي قار، يلعب في الدوري العراقي الدرجة الأولى.

## روابط خارجية
- نادي بلدية الناصرية على موقع Goalzz.com
- أندية العراق - تواريخ التأسيس